# Chervey
Chervey é uma comuna francesa na região administrativa de Grande Leste, no departamento de Aube. Estende-se por uma área de 13,28 km². Em 2010 a comuna tinha 167 habitantes (densidade: 12,6 hab./km²).